# Przełożenie dynamiczne
Przełożenie dynamiczne (przełożenie momentów) określa następujący wzór:
{\displaystyle id={\frac {m_{2}}{m_{1}}},}
gdzie:
{\displaystyle m_{1}} – moment obrotowy na wale wejściowym,
{\displaystyle m_{2}} – moment obrotowy na wale wyjściowym.
Przełożenie dynamiczne określa, w jakim stopniu napęd zmienia moment obrotowy przy przekazywaniu ruchu. Przełożenie to może być dla danego napędu stałe i wówczas określane jest za pomocą odpowiedniej funkcji. Zmiana przełożenia dynamicznego napędu może odbywać się samoczynnie pod wpływem zmiany parametrów ruchu lub też może być kierowana przez obsługę.